# Jim Carey
James M. Carey (Dorchester, 31 maggio 1974) è un ex hockeista su ghiaccio statunitense professionista che giocava nel ruolo di portiere. Nonostante una carriera molto breve, durata appena quattro anni, è riuscito a vincere un Vezina Trophy nella stagione 1995-1996 quando, con i Washington Capitals, giocò 71 partite, ottenendo 35 vittorie e 9 shutout, mantenendo una media gol subiti di 2,26 ed una percentuale di parate del 90,6%.